# Caso Pepa Gaitán
El caso "Pepa" Gaitán es una causa judicial sobre la muerte de Natalia Gaitán, conocida como Pepa, quien fue asesinada en Córdoba, Argentina, en 2010, a los 27 años. Su relación sentimental con una joven desató la ira de los padres de esta última, culminando en un acto violento donde el padrastro de la joven, Daniel Torres, le disparó a quemarropa a Pepa con una escopeta. Este crimen, motivado por la orientación sexual de Pepa, desencadenó una lucha por la justicia liderada por su madre, Graciela Vázquez, convirtiéndose el caso en un símbolo de la lucha contra la discriminación, la violencia hacia las lesbianas y el pedido de reconocimiento como un acto de lesbicidio.

## Biografía
Natalia Gaitán, conocida como Pepa en el barrio Parque Liceo segunda sección de Córdoba, Argentina, nació en 1983 y tenía 27 años cuando fue asesinada. Su madre, Graciela Vázquez de Gaitán, era una activista social que lideraba la Asociación Lucía Pía, dedicada a ayudar a los necesitados en la periferia norte de la ciudad.
Pepa se involucró sentimentalmente con una joven de 16 años, hija de una pareja previa de Silvia Suárez, lo que desató la ira de los padres de la adolescente (Silvia y Daniel Torres, su padrastro). Tras abandonar su hogar, la joven se fue a vivir con Pepa en un departamento construido por su difunto padre en la sede de la Asociación Lucía Pía.
Gaitán colaboraba en el comedor comunitario de la Asociación Lucía Pía, ubicado en el Barrio Parque Liceo de Córdoba Capital, un proyecto iniciado por su familia. No solo desempeñaba el papel de profesora de educación física, sino que también se transformaba en payaso para alegrar a los niños y niñas que asistían, además de distribuir comida y ofrecer herramientas a los vecinos. Su apoyo se extendía incluso llegando a ofrecer trabajo en el comedor y proporcionar alimentos a la familia de Torres.

## Causa

#### 2010

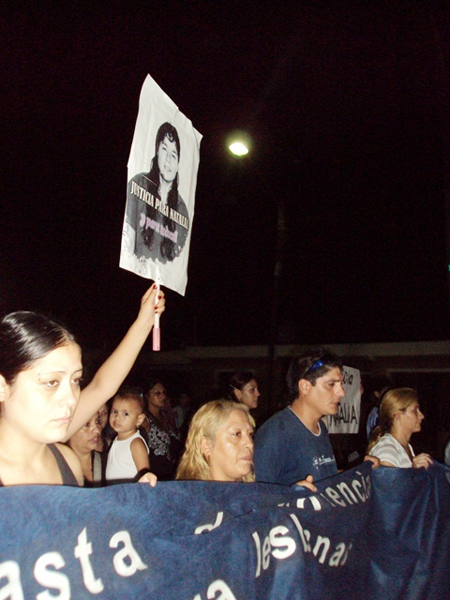
Marcha por Pepa Gaitán en Córdoba el 18 de marzo de 2010. En el centro, su madre Graciela Vázquez.

El sábado 6 de marzo, Natalia Pepa Gaitán fue baleada por Daniel Esteban Torres en la vereda de su casa en el barrio Parque Liceo Segunda Sección de Córdoba, Argentina, aproximadamente a las 19:30 horas. El crimen ocurrió durante una discusión entre Pepa y Silvia Suárez, madre de la novia de Pepa, cuando Torres disparó por la espalda a quemarropa a Pepa con una escopeta calibre 16, a una distancia entre uno y cinco metros. Natalia Gaitán falleció en el Hospital de Urgencias a las 2:25 horas de la mañana del domingo 7 de marzo a causa de una hemorragia producto de una lesión de la arteria y vena subclavias derechas. Daniel Torres intentó huir y esconder el arma pero finalmente se entregó a la policía.
Al día siguiente, en el velorio de Gaitán, un grupo de activistas de Encuentro por la Diversidad se presentó, incluyendo a la joven abogada Natalia Milisenda, quien luego sería la representante de Graciela por pedido de ella:

Yo no busqué el caso, pero ahí Graciela me agarró y me dijo: ‘Vení… Quiero que conozcas a Nati, para que sepas a quién vas a defender’. Me llevó y me hizo ver la foto de Nati que tenía sobre el cajón. Fue muy fuerte. Para mí, es un orgullo y un gran desafío.

El jueves 18 de marzo, una multitud marchó por las calles del Barrio Parque Liceo 2da. Sección exigiendo justicia para Gaitán. Encabezada por Graciela, su madre, la movilización recorrió los mismos lugares donde Natalia solía vivir su día a día. Al grito de consignas como «lesbiana, yo soy lesbiana, porque me gusta y me da la gana» y «Pepa... PRESENTE», los participantes denunciaron la lesbo-homo-travestifobia y demandaron el fin de la violencia y el odio hacia quienes viven fuera de la norma heteronormativa, reclamando el derecho de todos a construir libremente sus vidas.
El 24 de junio Graciela Vázquez, madre de Pepa Gaitán, hizo un llamado a la justicia durante una manifestación en apoyo a la Ley del matrimonio igualitario en Córdoba:

Yo a mi hija la entendí y cada día la entiendo más. (…) Hoy vivo el sufrimiento de que me la mataron como un perro, porque el padrastro de la pareja de mi hija no la aceptaba. Se dio el gusto de matar una lesbiana, pero no se va a dar el gusto de salir porque merece castigo (…) Señores senadores, en nombre de mi hija les pido la mejor justicia que me van a hacer: quiero que (voten esa ley y) todos los que están acá, los palomos y las palomas, vuelen de una vez por todas. Muchas gracias.

Se formó la Multisectorial Justicia por Natalia Gaitán, que busca justicia y lucha contra la discriminación y la violencia lesbofóbica, quien llevó a cabo una sentada frente al Arzobispado de Córdoba como parte del reclamo de justicia por el caso de Pepa Gaitán. El llamado por justicia se fortaleció con el respaldo de diversas entidades que abogan por los derechos de las minorías sexuales, movimientos feministas, grupos de derechos humanos, legisladoras como Cecilia Merchán, Carmen Nebreda, Silvia Storni y Liliana Olivero, así como el Instituto Nacional contra la Discriminación, la Xenofobia y el Racismo (INADI).

#### 2011
El 26 de julio, comenzó el juicio penal contra Daniel Esteban Torres por homicidio agravado por el uso de arma de fuego en perjuicio de Natalia Pepa Gaitán en el Tribunal de la Cámara 7ª del Crimen de Córdoba, presidida por los jueces Víctor Vélez, Ricardo Iriarte y Carlos Ruiz.
El 9 de agosto, Daniel Torres fue condenado a 14 años de prisión por homicidio simple agravado por el uso de arma de fuego en perjuicio de Natalia Pepa Gaitán.

## Después del juicio
El 10 de abril de 2018 falleció Graciela Vázquez de Gaitán, madre de Pepa Gaitán.
En marzo de 2019, Daniel Torres recuperó la libertad.
Yamila Gaitán, hermana menor de Pepa, continúa con la Asociación Lucía Pía.

## Repercusiones

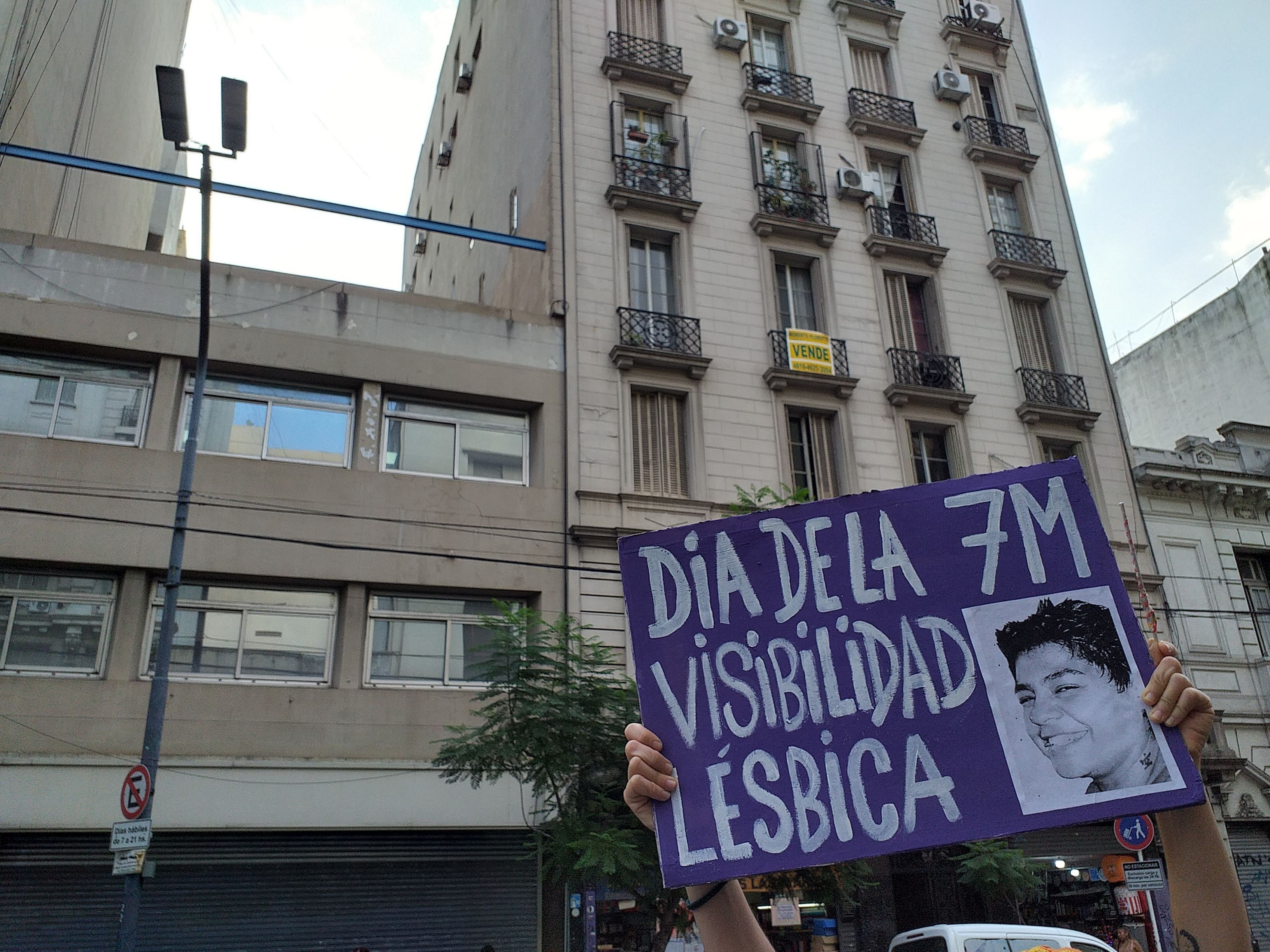
Pancarta del Día de la visibilidad lésbica con el rosto de Pepa Gaitán en Buenos Aires, 2023.

El 17 de febrero de 2011, el Concejo Deliberante de la Ciudad de Córdoba votó unánimemente aprobar la Ordenanza Nª 11.906 que establece el 7 de marzo como el Día Municipal contra la Discriminación por Orientación Sexual e Identidad de Género. Esta propuesta fue impulsada por la organización Devenir Devenirse con el objetivo de "generar una política preventiva desde el Estado municipal respecto de los actos de violencia y discriminación hacia el colectivo de lesbianas, gays, bisexuales y trans".

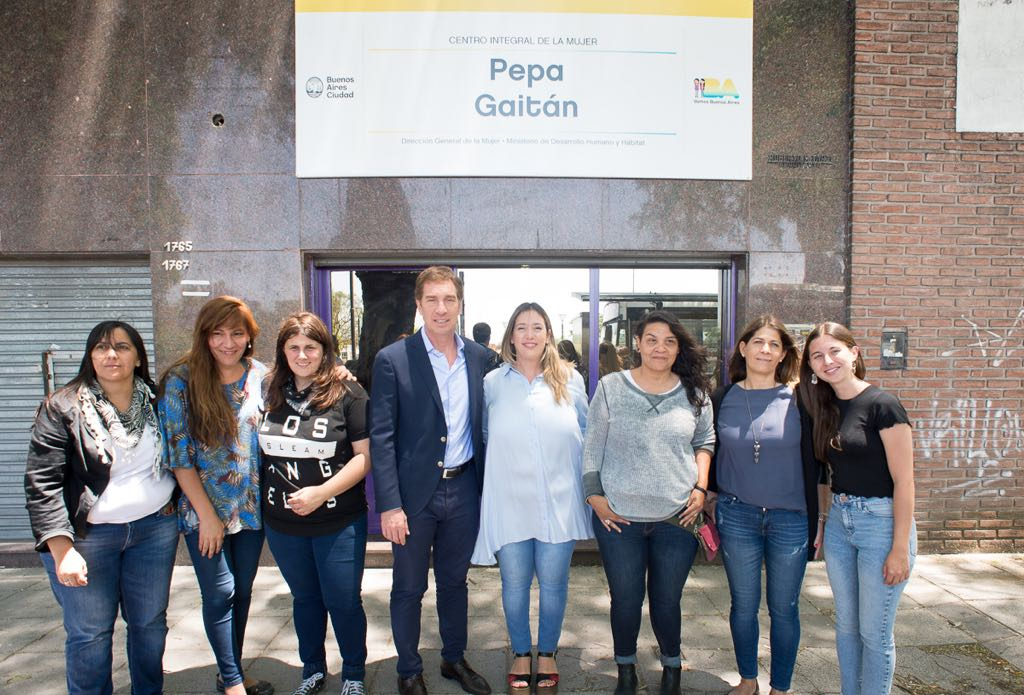
El vicejefe de Gobierno porteño, Diego Santilli en la inauguración del Centro Integral de la Mujer “Pepa Gaitán” en la Ciudad de Buenos Aires el 27 de noviembre de 2017.

Esta fecha luego se celebraría en todo el país como el Día de la Visibilidad Lésbica en Argentina.
En 2015, en el paredón lateral de la cancha de Club Atlético Belgrano, junto a la puerta marcada con el número 1085, se crea un mural compuesto por cientos de mosaicos blancos y negros que representan el rostro de la Pepa. Justo al lado, se lee "Pepa Gaitán, hincha pira7a". En la parte inferior, la frase "asesinada por lesbiana" rinde homenaje a su memoria. Este mural tuvo el propósito de recordarla con una sonrisa en uno de los escasos lugares donde se sentía aceptada y libre de discriminación, el club del cual ella era seguidora.
En 2017 se inaugura Centro Integral de la Mujer (CIM) en el barrio de Parque Patricios, Comuna 4 de la Ciudad Autónoma de Buenos Aires, denominado "Pepa Gaitán", bajo la gestión de la organización La Fulana.
En el 2020, tras cumplirse 10 años del crimen de Pepa Gaitán, el cuerpo legislativo cordobés aprueba el proyecto de la concejala Soledad Ferraro para reconocer al 7 de marzo como Día Municipal de la visibilidad lésbica.
El caso de Pepa Gaitán impulsó a realizar el evento Tortazo 2020, un encuentro de identidades lésbicas que se iba a celebrar en Córdoba, Argentina, los días 21 y 22 de marzo de ese año. El evento, organizado por Alerta Torta Córdoba, incluía talleres, conversatorios, música, ferias y una marcha. Sin embargo, las medidas de seguridad sanitaria derivadas de la Pandemia de COVID-19 en Argentina impidieron su celebración, que finalmente se llevó a cabo en 2022.
El 7 de marzo de 2024, se presenta por la mañana en el Anexo de la Cámara de Diputados de la Nación un proyecto de Ley para el establecimiento del 7 de marzo como Día de la visibilidad lésbica, su incorporación en el calendario escolar y a los lineamientos curriculares de la Educación Sexual Integral.